# Svenneby landskommun
Svenneby landskommun  var en tidigare kommun i Göteborgs och Bohus län.

## Administrativ historik
Kommunen bildades 1863 av Svenneby socken i Kville härad genom 1862 års kommunalförordningar.
Vid kommunreformen 1952 bildade Svenneby tillsammans med Kville landskommun och Bottna landskommun den nya storkommunen Kville.
1971 blev området en del av den då nybildade Tanums kommun.

## Politik

### Mandatfördelning i valen 1938-1946
| 1 | 8 | 9 |

| 18 |

| 8 | 10 |

| 18 |

| 1 | 7 | 6 | 4 |

| 17 |